# Hinds (fleuve)
Pour les articles homonymes, voir Hinds.
Le fleuve Hinds (en anglais : Hinds River) est un cours d’eau de la région de Canterbury dans l’Île du Sud de la Nouvelle-Zélande.

## Géographie
Ses branches nord et sud drainent le flanc est de la chaîne de « Moorhouse Range », qui est une partie des Alpes du Sud, et leur confluence se situe près des villes d’Anama et de Mayfield.  Le fleuve s’écoule ensuite à travers la plaine de Canterbury en direction de l’océan Pacifique, passant sur son trajet à travers la petite ville de Hinds.  Dans la ville de Hinds, la State Highway 1/S H 1 et la ligne de chemin de fer de la Main South Line traversent le cours du fleuve.  L’embouchure du fleuve est situé entre les localités de Longbeach et Lowcliffe.
Dans son cours supérieur, le bras Sud s’écoule tout proche du fleuve  Rangitata et le bras Nord s’écoule à proximité du fleuve Ashburton / Hakatere.

## Dénomination
Le fleuve fut dénommé  d’après le nom du Révérend Samuel Hinds, un membre de la Canterbury Association, qui organisa la fondation de la ville de Canterbury.  Hinds fut considéré comme un expert en colonisation.
Le nom Maori du fleuve est “ Hekeao”.